# 小行星9025
小行星9025（英語：9025）是一颗围绕太阳公转的小行星。1988年9月16日，舒爾特·巴斯在托洛洛山发现了此天体。
这颗小行星的绝对星等为172.30251等。